# دوزولار
دوزولار (به لاتین: Dozular) یک منطقه مسکونی در جمهوری آذربایجان است که در شهرستان گوی‌گول واقع شده است. دوزولار ۵۱۸ نفر جمعیت دارد.